# The Hall of the Olden Dreams
The Hall of the Olden Dreams – drugi album studyjny hiszpańskiego power metalowego zespołu Dark Moor wydany 1 grudnia 2000 roku przez wytwórnię Arise Records. Część utworów opiera się na postaciach i wydarzeniach historycznych (na przykład „Maid of Orleans”).

## Lista utworów
1. „The Ceremony” – 1:29
2. „Somewhere in Dreams” – 4:49
3. „Maid of Orleans” – 5:02
4. „Bells of Notre Dame” – 4:40
5. „Silver Lake” – 5:15
6. „Mortal Sin” – 5:34
7. „The Sound of the Blade” – 3:57
8. „Beyond the Fire” – 6:09
9. „Quest for the Eternal Fame” – 6:47
10. „Hand in Hand” – 4:33
11. „The Fall of Melnibone” – 10:30 (utwór dodatkowy)

- „Maid of Orleans” wiąże się z historią Joanny d’Arc
- „Bells of Notre Dame” dotyczy opowieści „Dzwonnik z Notre-Dame”

## Twórcy
- Elisa C. Martín – śpiew
- Enrik García – gitara
- Albert Maroto – gitara
- Anan Kaddouri – gitara basowa
- Jorge Sáez – perkusja
- Roberto Peña de Camús – instrumenty klawiszowe
- Luigi Stefanini – produkcja, inżynieria dźwięku
- Andreas Marschall – projekt okładki